# Jenny Savilleová
Jenny Savilleová, rodným jménem Jennifer Anne Saville, (* 7. května 1970 Cambridge) je současná britská malířka a původní členka skupiny Young British Artists (YBA). Je známá svými velkoplošnými obrazy nahých žen plných až obézních tvarů. Vytváří klasickou figurální malbu, ale originálním pojetím a moderním zpracováním.

## Život
Narodila se v Cambridge jako jedno ze čtyř dětí kreativních rodičů–pedagogů, kteří v ní aktivně podporovali touhu věnovat se umění. V mládí ji nejvýrazněji ovlivnil její strýc, historik umění. Povzbudil ji k přemýšlení, čtení a kreslení novými a nečekanými způsoby. Vzal ji do Benátek, kde viděla velké figurální obrazy starých mistrů včetně Tiziana a Tintoretta. Středoškolské vzdělání získala v Lilley and Stone School (nyní The Newark Academy ) v Newarku, Nottinghamshire. Později získala titul bakaláře výtvarných umění na umělecké škole v Glasgow, kterou navštěvovala v letech 1988–1992. Hlavní složkou jejího studia byla kresba lidského těla a získané znalosti a dovednosti se staly páteří její kariéry. Potom studovala šest měsíců na ‎‎univerzitě v Cincinnati‎‎, kde se zapsala do kurzu ženských studií. ‎‎Tam se začala zajímat o zobrazování velkých ženských těl, částečně pod vlivem malby Pabla Picassa.

Ke konci vysokoškolských studií zakoupil její obrazy, sérii velkých autoportrétů a dalších modelů, přední britský sběratel umění Charles Saatchi. Nabídl umělkyni smlouvu na 18 měsíců a podpořil ji při vytváření nových děl, která budou vystavena v Saatchi Gallery v Londýně. Obraz s názvem Propped (Podepřená) 1992 je jedním z jejích nejznámějších děl z této doby. Zobrazuje nahou ženu sedící na malé stoličce s přehnaně velkými koleny, rukama a stehny, které jako by vyčnívaly z plátna. Autoportrét Jenny Savilleové s názvem Plan (1993) byl vystaven v roce 1994 jako jedno z charakteristických děl sbírky Young British Artists III . Stala se součástí skupiny mladých britských umělců (YBA). Její obrazy byly zahrnuty na kontroverzní výstavě Sensation: Young British Artists ze Saatchiho sbírky na Královské akademii v Londýně v roce 1997. Savilleové se rychle dostalo veřejného uznání. 

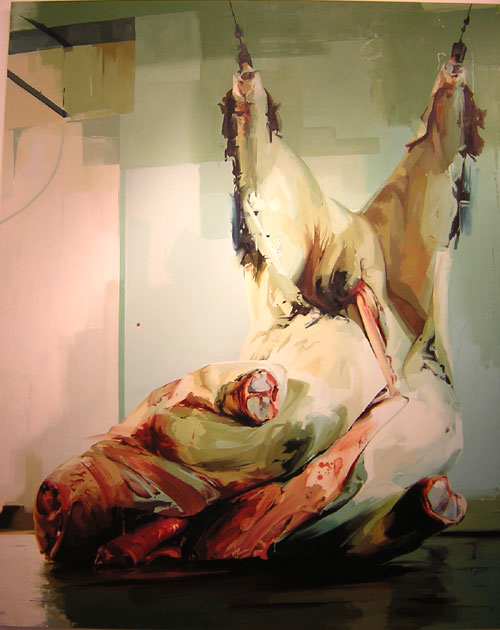
Jenny Saville: Torzo (2004–2005)

V letech 2000–2006 pracovala jako lektorka figurální malby na akademii výtvarných umění Slade v Londýně. V roce 2007 byla jmenována členkou Královské akademie umění.
V novější práci Savilleová využívá grafit, dřevěné uhlí a pastel, aby prozkoumala překrývající se formy připomínající podkresby, pohyb, hybridnost a genderovou nejednoznačnost. Žije a pracuje mezi Londýnem a italským Palermem. Má dvě děti, v roce 2007 se jí narodil syn, o rok později dcera.
V roce 2018 se obraz Jenny Savilleové Propped (1992) prodal v Sothebys v Londýně za 9,5 milionu liber a stal se nejdražším dílem žijící umělkyně prodaným v aukci.
Jenny Savilleová vystavovala na 50. bienále v Benátkách v roce 2003, v Gagosian Gallery v New Yorku (2003, 2020) a Londýně (2010, 2016), Museo d'Arte Contemporanea v Římě (2005) a Modern Art v Oxfordu (2012), Skotské národní galerii moderního umění v Edinburghu (2018), Museo Novecento v Miláně (2021–2022) a mnoha dalších místech.

## Dílo
Od svého debutu v roce 1992 se Savilleová zaměřovala na ženské tělo. Řekla: „Přitahují mě těla, která vyzařují jakýsi stav mezi: hermafrodit, transvestita, zdechlina, napůl živá či napůl mrtvá hlava.“ V roce 1994 Savilleová strávila mnoho hodin pozorováním operací plastické chirurgie v New Yorku. Mezi její publikované náčrty a dokumenty patří chirurgické fotografie liposukce, obětí traumatu, korekce deformací, chorobných stavů a transgender pacientů. Později vytvořila sérii obrazů zobrazujících ženy pokryté páskou a značkami při přípravě na operaci. Velká část jejích prací obsahuje zdeformované maso, intenzivní tahy štětcem a skvrny olejové barvy, zatímco jiné odhalují chirurgické stopy po plastické operaci. Její obrazy jsou obvykle mnohem větší než v životní velikosti, obvykle 6 x 6 stop nebo více. Hustá pigmentovaná barva a rozsáhlé tahy štětcem vytvářejí na plátně sochařský efekt. Jsou silně pigmentované a působí vysoce smyslným dojmem povrchu kůže i hmoty těla. Malířský styl Savilleové byl přirovnáván ke stylu Luciana Freuda a Rubense . Kritika chválila její schopnost propojit klasický malířský styl realistických aktů s povědomím expresivní abstrakce, která dnes zůstala jedním z jejích nejsilnějších odkazů.
Během pobytu v New Yorku spolupracovala s fotografem Glenem Luchfordem na výrobě obrovských polaroidových snímků vlastního těla ležícího na tabuli skla a pořízených zespodu. Série fotografií s názvem Closed Contact (1995–1996) zachytila její tělo stlačené, natažené a zmáčknuté do krajností.
Narození dětí a mateřství mělo velký vliv na novou formu vyjádření, energii a plynulost výrazu, svobodu projevu. Na jejích obrazech se objevilo více těl, která se překrývají, splývají a proplétají, často s erotickým podtextem, příkladem je Odaliska (Odalisque, 2012–1014). Téma mateřství je zpracováno v cyklu Reprodukce nakreslená uhlem (2009–1010) nebo v obraze Aleppo (2017–2018).